# Titularbistum Slebte
Das Bistum Slebte (neu-ir.: Sléibhte, engl.: Sleaty, lat. Dioecesis Slebtensis seu Sancti Fiaci inter montes) ist ein Titularbistum der römisch-katholischen Kirche. 
Es geht zurück auf einen früheren Bischofssitz im Dorf Sleaty, das sich im heutigen County Laois in Irland befindet. Das Bistum wurde im 5. Jahrhundert errichtet und gehörte der Kirchenprovinz Armagh an. Später wurde der Bischofssitz nach Leighlin (heute Bistum Kildare und Leighlin) verlegt.
| Titularbischöfe von Slebte |                                                 |                                                                       |                  |                   |
| Nr.                        | Name                                            | Amt                                                                   | von              | bis               |
| 1                          | Paul Schruers                                   | Weihbischof in Hasselt Koadjutorbischof von Hasselt (Belgien)         | 25. April 1970   | 15. Dezember 1989 |
| 2                          | Terrence Thomas Prendergast SJ                  | Weihbischof in Toronto (Kanada)                                       | 22. Februar 1995 | 30. Juni 1998     |
| 3                          | Józef Wesołowski Titularerzbischof pro hac vice | Apostolischer Nuntius                                                 | 3. November 1999 | 27. Juni 2014     |
| 4                          | Stephen Chirappanath                            | Apostolischer Visitator für die syro-malabarischen Christen in Europa | 28. Juni 2016    |                   |